# Севда Шишманова
Вижте пояснителната страница за други личности с името Севда.
Севда  Шишманова е българска журналистка и режисьорка.
Има професионален опит в новините, актуалните и публицистични предавания на БНТ 1. Политически репортер, международен кореспондент, коментатор, ръководител на екип и автор на документални филми. Автор на статии във вестник „Капитал“ и изданията на прес група „Икономедия“.
Севда Шишманова е член на Управителния съвет на БНТ( 2004 - 2010  Г.) и От 2010 до ноември 2017 година Програмен директор на канал БНТ 1.
Член на Националния съвет за кино. Член на Международното филмово жури на „София Филм Фест“ 2007 и на фестивала за късометражно кино „Филмини“ през 2008 година, член на журито на филмовия фестивал „Златна роза“ 2010 година. 
Получава наградата „SAIS-Novartis“ за международна журналистика на университета „Джон Хопкинс“, САЩ, за филма си „Незавършилата война“ през 2002 г. и наградата на Асоциацията на българските издатели „Рицар на книгата“ (2009) за реализиране на предаването „Голямото четене“ на БНТ.
Продуцент на сериала "Под прикритие" ( 2011 - 2016 г. ), със световна дистрибуция в повече от 180 територии и сериала "Четвърта власт", който печели наградата за най-добър сериал на CIRCOM за 2013 година. 

## Биография
Родена е в Разград.  Баща ѝ Сали Шишманов е собственик на „Млин-97“ АД, Разград. Майка ѝ Айше Шишманова е учителка.
Тя завършва българска филология в СУ „Климент Охридски“ и по-късно режисура на документалното кино в НАТФИЗ след значителен опит като автор на документални филми

## Професионален профил
- отразява работата на 3 български правителства (1992 – 1996)
- отразява работата на 2 български президенти (1994 – 2000)
- репортаж, получил широк обществен и политически отзвук и предизвикал оставката на вътрешния министър (1996)
- кореспондент в Афганистан (2006)
- кореспондент в Турция и Северен Ирак (2003) за войната в Ирак
- кореспондент в Скопие по време на войната в Северна Македония (2001)
- кореспондент в Исламабад, Пакистан (2001, 2008)
- кореспондент в Косово и американската военна база в Авиано, Италия по време на войната в Югославия (1999)
- кореспондент в Турция по време на земетресението (1999)
- кореспондент за президентски и парламентарни избори в САЩ, Русия, Великобритания, Италия, Турция, Северна Македония и Пакистан
- кореспондент за международни форуми на ЕС, НАТО, Г-8, Русия, балканските страни
- продуцент от БНТ на най-успешния български сериал „Под прикритие“

## Документални филми
- „Берлускони – заложеният успех“, 1994 (Италия)
- „Северен Ирак – ничия земя“, 1995 (Турция)
- „Властта Русия“, 1995 (Русия)
- „11 януари 1997“, 1997 (България")
- „Надежда по скалата на Рихтер“, 1999 (Турция)
- „Би Би Си – проверено“, 2000 (Великобритания)
- „Незавършилата война“, 2001 (Косово/Македония)
- „Пакистан в сянката на войната“, 2001 (Пакистан)
- „Изборът на войната“, 2002 (Македония)
- „База: Афганистан/Пакистан“, 2008
- „Сто години самота“ („Голямото четене“)